# Gurban Berdiýew
Gurban Berdiýew (ros. Курбан Бекиевич Бердыев, Kurban Bekijewicz Bierdyjew, ur. 25 sierpnia 1952 w Aszchabadzie) – turkmeński piłkarz i trener piłkarski, posiadający również obywatelstwo rosyjskie.

## Kariera piłkarska
Jest wychowankiem klubu Kolhozçi Aszchabad, gdzie od 1966 przechodził szczeble juniorskie. W 1971 został włączony do pierwszej drużyny. W najwyższej lidze ZSRR spędził łącznie siedem sezonów. Grał w drużynach Kajrat Ałma-Ata i SKA Rostów nad Donem. W radzieckiej ekstraklasie rozegrał w sumie 155 meczów i zdobył 23 gole.
Również siedem sezonów spędził na zapleczu ekstraklasy. W sześciu z nich reprezentował barwy Kolhozçi, ale z tym klubem nigdy nie udało mu się awansować do najwyższej klasy rozgrywkowej. Awans wywalczył w 1983 z Kajratem.

## Kariera trenerska
W 1986 rozpoczął pracę jako trener. Jego pierwszym klubem był Chimik Dżambuł. Spędził z nim trzy sezony w drugiej lidze sowieckiej. Wiosną 1989 rozpoczął naukę w Wyższej Szkole Trenerów w Moskwie. Latem 1991 po otrzymaniu dyplomu dołączył do sztabu szkoleniowego klubu Kajrat Ałma-Ata, w którym pomagał trenować piłkarzy.
W 1993 otrzymał ofertę wyjazdu do Gençlerbirliği SK. Rok później zajął na koniec sezonu 7. miejsce w lidze tureckiej i powrócił do Kazachstanu. Tym razem związał się z Kajratem Ałma-Ata. Następnym klubem w jego karierze FK Aktau, z którym osiągnął półfinał pucharu kraju oraz 4. miejsce na finiszu rozgrywek w 1996.
W latach 1997–1999 Berdyjew pracował w ojczyźnie, w klubie Nisa Aszchabad, a w 1999 z narodową reprezentacją. Jego największymi sukcesami w Turkmenistanie było zdobycie pucharu w 1998 roku oraz tytułu mistrzowskiego rok później. W 2000 został trenerem Kristałłu Smoleńsk, grającego wówczas na zapleczu rosyjskiej ekstraklasy.
W 2001 przejął Rubin Kazań grający w rosyjskiej pierwszej lidze. W pierwszym sezonie wywalczył awans do ekstraklasy. W 2003 zajął 3. miejsce premiowane brązowym medalem. W latach 2004 i 2006 prowadził Rubin w Pucharze UEFA. W 2008 jego zespół wywalczył mistrzostwo Rosji. Rok później ekipa z Tatarstanu zdołała powtórzyć swój sukces.
W grudniu 2014 został trenerem zajmującego ostatnie miejsce w ligowej tabeli - FK Rostów. Berdyjew utrzymał drużynę w lidze, po zajęciu czternastego miejsca w ligowej tabeli i ogrania w spotkaniu barażowym FK Tosno (wyjazd 0:1, dom 4:1). W kolejnym sezonie Rostów zajął rekordowe drugie miejsce w lidze, premiowane grą w eliminacjach Ligi Mistrzów. Mimo sukcesu Turkmen zapowiedział zarządowi swoje odejście z klubu niezależnie od wyniku spotkania trzeciej rundy eliminacji Ligi Mistrzów przeciwko Anderlechtowi.
W lipcu 2017 roku Berdiýew po raz drugi został trenerem Rubina Kazań. W klubie ze stolicy Tatarstanu spędził dwa lata sezony, w których zajmował kolejno dziesiąte i jedenaste miejsce w Primjer-Lidze. W maju 2019 roku ogłosił swoje odejście z klubu.

## Życie prywatne
W latach 1971–1975 uczęszczał na studia na Turkmeńskim Uniwersytecie Państwowym im. Gorkiego. W latach 1989–1991 studiował w Wyższej Szkole Trenerskiej w Moskwie.
Berdyjew jest muzułmaninem.

## Sukcesy i odznaczenia

### Sukcesy klubowe
- mistrz Pierwszej Ligi ZSRR: 1983

### Sukcesy trenerskie
- mistrz Turkmenistanu: 1999
- mistrz Rosji: 2008, 2009
- brązowy medalista Mistrzostw Rosji: 2003, 2010
- zdobywca Pucharu Turkmenistanu: 1998
- zdobywca Superpucharu Rosji: 2010
- finalista Superpucharu Rosji: 2009
- zdobywca Pucharu Mistrzów WNP: 2010
- mistrz Pierwszej dywizji Rosji: 2002

### Sukcesy indywidualne
- najlepszy trener Rosji według RFS: 2009[5]

### Odznaczenia
- tytuł Mistrza Sportu ZSRR: 1980
- Order "Za Zasługi przed Republiką Tatarstanu": 2006[6]
- Order "Al-Fahr" (Honoru): 2006[7]
- Order Przyjaźni: 2012[8]